# The Pride of Palomar
The Pride of Palomar is een Amerikaanse dramafilm uit 1922 onder regie van Frank Borzage. Destijds werd de film in Nederland uitgebracht onder de titel De trots der Palomars.

## Verhaal
Wanneer Mike Farrell terugkeert naar Spanje na zijn legerdienst, ontdekt hij dat zijn vader dood is en dat diens boerderij is ingepalmd door John Parker. Terwijl John bezig is de boerderij te verkopen aan de Japanse aardappelboer Okada, wordt Mike verliefd op Kay Parker. Als Mike wordt aangevallen door Okada, verpleegt Kay hem. Mike weet zijn boerderij terug te krijgen met een listig plan.

## Rolverdeling
| Acteur            | Personage        |
| ----------------- | ---------------- |
| Forrest Stanley   | Don Mike Farrell |
| Marjorie Daw      | Kay Parker       |
| Tote Du Crow      | Pablo            |
| James O. Barrows  | Pastoor Dominic  |
| Joseph J. Dowling | Don Miguel       |
| Alfred Allen      | John Parker      |
| George Nichols    | Conway           |
| Warner Oland      | Okada            |
| Jessie Hebbard    | Mevrouw Parker   |
| Percy Williams    | Butler           |
| Anna Dodge        | Caroline         |
| Ed Brady          | Lossolet         |
| Carmen Arselle    | Anita Supvelda   |
| Eagle Eye         | Nogi             |
| Most Mattoe       | Alexandria       |